# Lambrusco Grasparossa di Castelvetro rosso
Il Lambrusco Grasparossa di Castelvetro rosso è un vino DOC la cui zona di produzione è interamente in provincia di Modena e comprende l'intero territorio amministrativo dei comuni di: Castelfranco Emilia, Castelnuovo Rangone, Castelvetro, Fiorano, Formigine, Maranello, Marano sul Panaro, Prignano sulla Secchia, Savignano sul Panaro, Spilamberto, Sassuolo, Vignola, San Cesario sul Panaro e parte del territorio amministrativo del comune di Modena.

## Caratteristiche organolettiche
- colore: rosso rubino con orli violacei - spuma vivace, evanescente
- odore: spiccatamente vinoso e particolarmente profumato
- sapore: secco o asciutto, abboccato o semisecco, amabile, dolce, di corpo fresco, sapido e armonico

## Abbinamenti consigliati
Piatti tipici regionali (Tortellini, Zampone, Crescentine con lardo e affettati misti, ecc..).
La piacevole acidità del Lambrusco provvederà a "pulire" la bocca da questi piatti di composizione grassa in modo
da rendere ancora più piacevole il pasto.

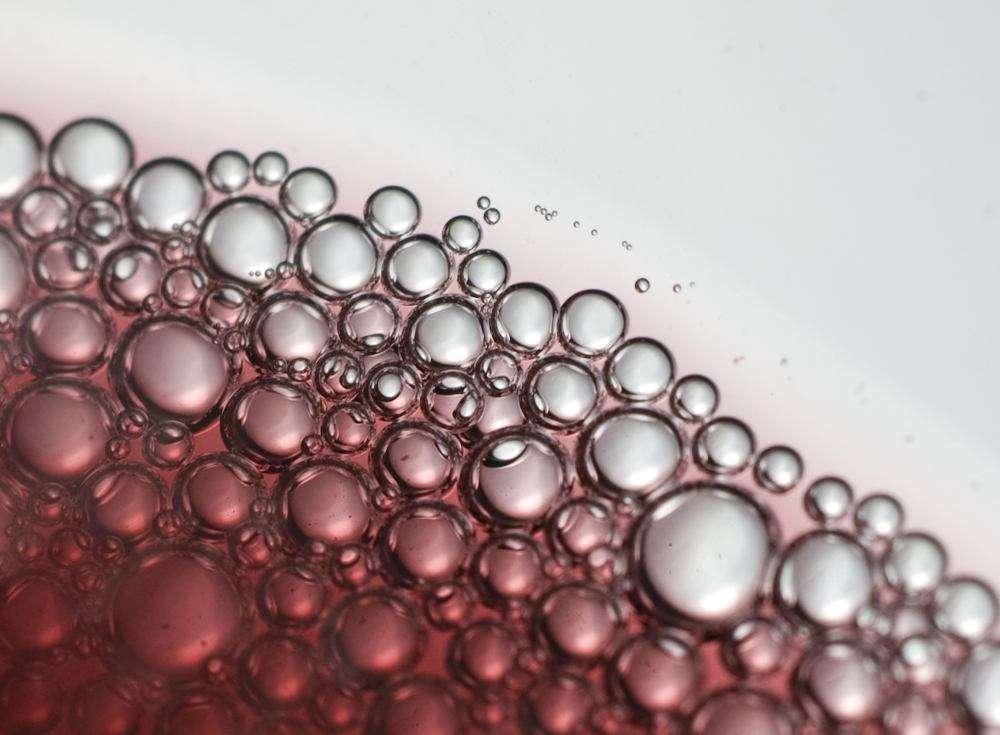
Un particolare delle bollicine nel Grasparossa

## Produzione
Provincia, stagione, volume in ettolitri
- Modena  (1990/91)  54370,0
- Modena  (1991/92)  46095,0
- Modena  (1992/93)  60254,15
- Modena  (1993/94)  61391,41
- Modena  (1994/95)  49958,0
- Modena  (1995/96)  56966,0
- Modena  (1996/97)  54890,0